# Nyctemera indularis
Nyctemera indularis är en fjärilsart som beskrevs av Talbot 1929. Nyctemera indularis ingår i släktet Nyctemera och familjen björnspinnare. Inga underarter finns listade i Catalogue of Life.